# Grantessa kuekenthali
Grantessa kuekenthali är en svampdjursart som först beskrevs av Breitfuss 1896.  Grantessa kuekenthali ingår i släktet Grantessa och familjen Heteropiidae. Det är osäkert om arten förekommer i Sverige. Inga underarter finns listade i Catalogue of Life.